# Pastime with Good Company

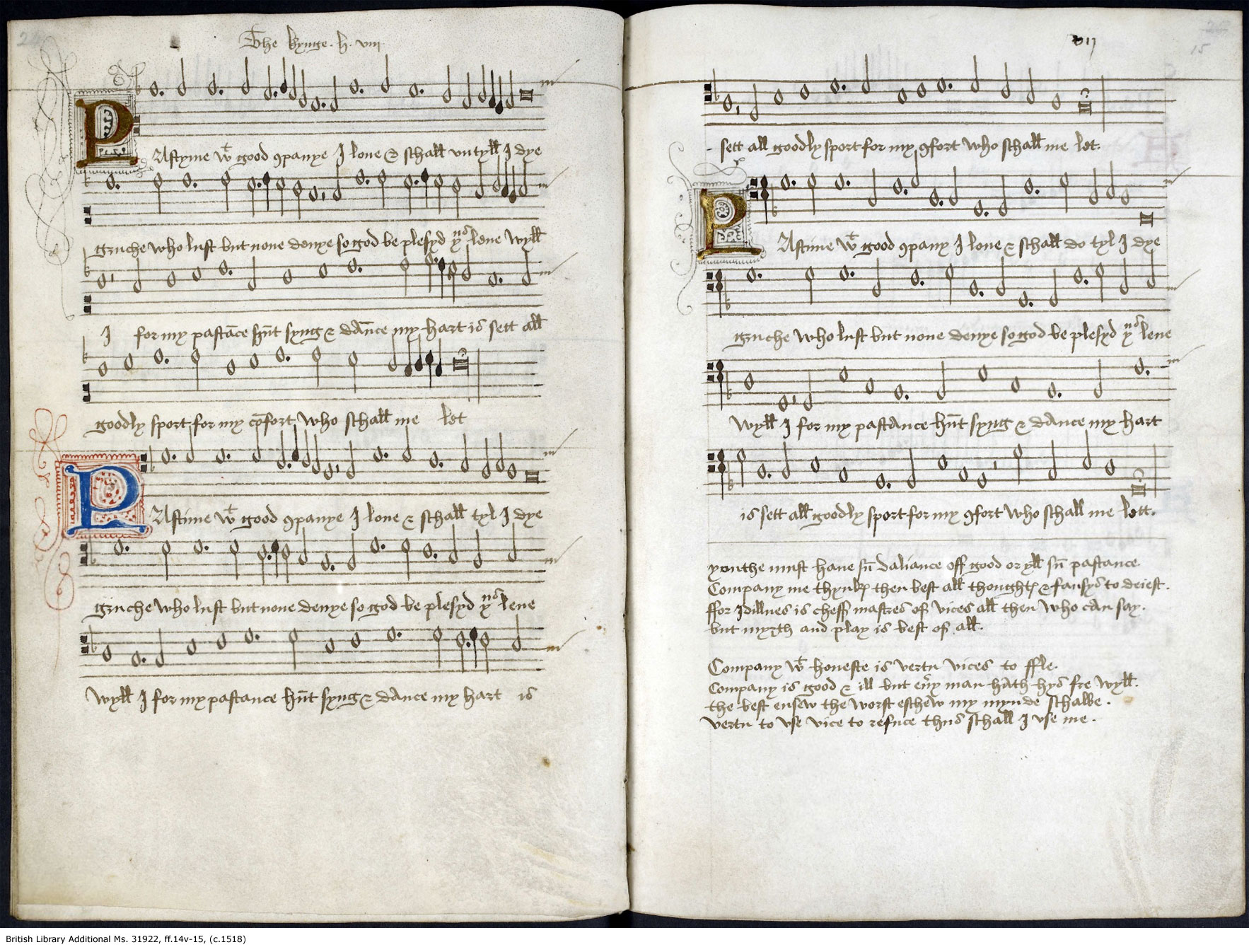
Composição original de Pastime with Good Company (c. 1513), patente na Biblioteca Britânica, Londres.

Pastime with Good Company, também conhecida como The King's Ballad (The Kynges Balade), é uma canção folclórica inglesa, escrita pelo rei Henrique VIII, nos primeiros anos do século XVI, pouco depois de ser coroado. É considerada a mais famosa das suas composições, e tornou-se uma canção popular na Inglaterra e em outros países europeus durante o Renascimento. Pensa-se ter sido escrita para Catarina de Aragão.

## Contexto histórico
Os primeiros anos do reinado de Henrique VIII marcaram-se por um carácter distintivo da exuberância e extravagâncias da corte inglesa, tornadas possíveis pela estabilidade política do reino e da riqueza das finanças do Estado. Os banquetes e festas reais eram realizados continuamente, assim como os desportos e passatempos ao ar livre, como a caça, falcoaria e justa, e torneios de tiro com arco. O jovem rei era ele mesmo um desportista qualificado, primando na equitação, tiro com arco, luta e jogo de palma. A canção foi escrita durante este período, e apresenta um elogio geral a todos estes espectáculos e diversões, descrevendo o estado de espírito geral de lazer e despreocupação que reinava na corte real na época. Ao mesmo tempo, o texto fornece uma justificativa moral para toda esta alegria: a companhia é preferível à ociosidade, pois esta pode criar vícios.

## A canção

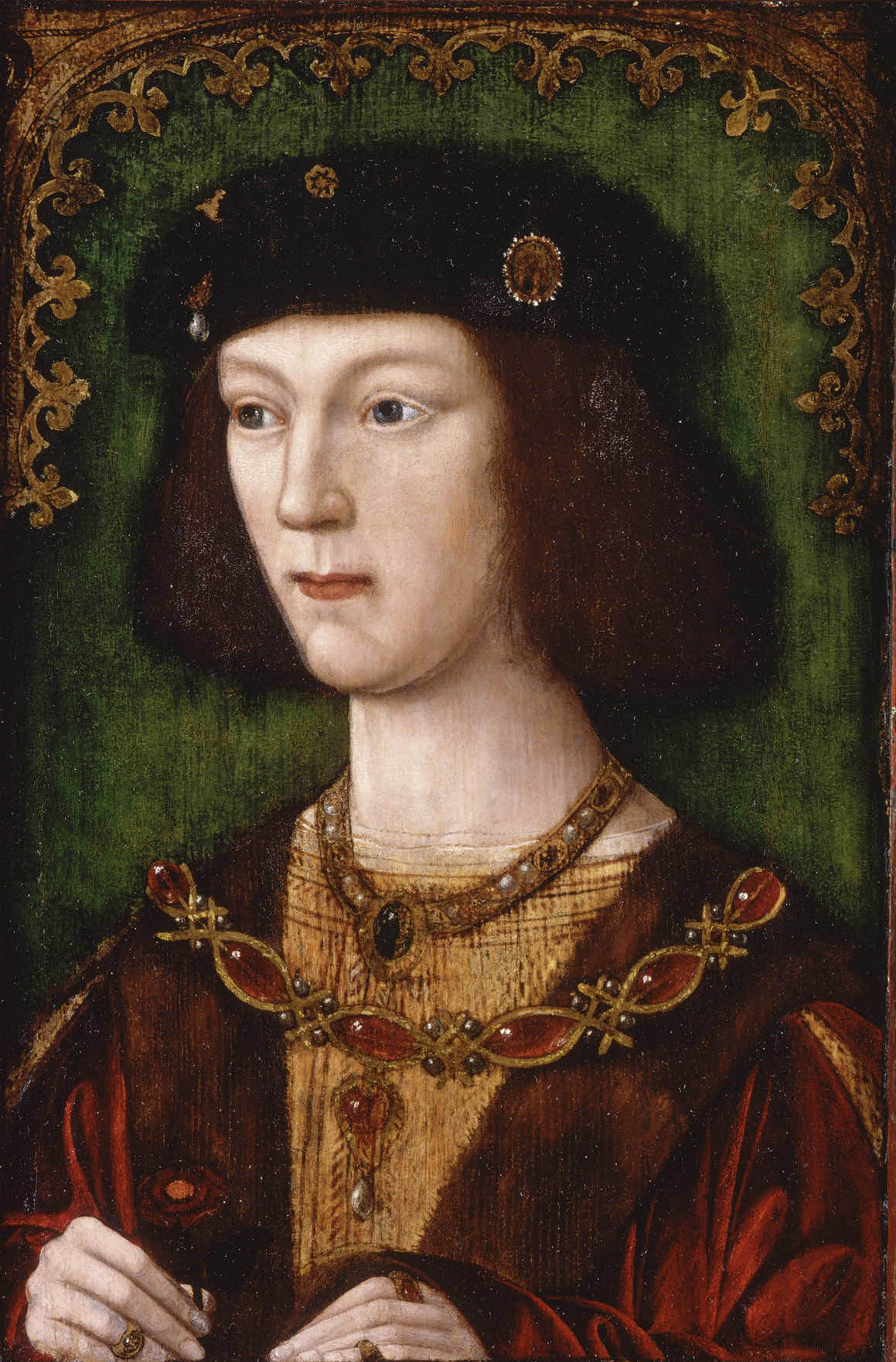
Henrique VIII com dezoito anos, após sua coroação em 1509, época em que compôs Pastime with Good Company.

Como acontecia a todo homem de origem nobre na época do Renascimento, esperava-se que Henrique VIII dominasse muitas habilidades, incluindo a esgrima, a caça, a dança, escrever poesia, cantar, tocar e compor música, e foi educado para isto. Henrique foi considerado um talentoso compositor e poeta por seus contemporâneos.
Supõe-se que a canção terá sido tocada na corte, juntamente com todas as outras composições do rei. No entanto, devido à sua melodia simples e cativante, tornou-se uma música popular e logo depois já era interpretada frequentemente nas feiras, tabernas e eventos ingleses. Também se acredita ter sido uma das peças musicais favoritas da rainha Isabel I. A canção é referida em vários documentos e publicações contemporâneas, que atestam a sua popularidade, e foi objeto de um grande número de variantes e rearranjos instrumentais por músicos diferentes, nos anos seguintes. No trabalho de 1548, The Complaynt of Scotland, o autor anónimo menciona Passetyme with gude companye como estando entre as canções populares do reino da Escócia, no início do século XVI.
A mais antiga versão conhecida é parte do Henry VIII Manuscript (c. 1513), uma colecção de 14 obras da sua autoria, atualmente preservadas na Biblioteca Britânica (BM Addl. MSS. 31,922; Addl. MSS. 5,665; MSS. Reg. Appendix 58), que são assinados: By the King's Hand ("Pela Mão do Rei"). O manuscrito inclui também duas missas, um moteto, um hino, e outras canções e baladas, tanto vocais como instrumentais.
Pastime with Good Company continua sendo uma peça favorita no repertório coral, tendo sido gravada em muitas variantes que incluem alaúde, flauta, trombone e percussão, entre outros instrumentos. Por causa da sua melodia do início do Renascimento, foi também incluída em diferentes filmes e documentários baseados na figura de Henrique VIII e do período Tudor.
"Pastime with good company" teve diversas versões feitas por bandas de rock. Há uma versão no primeiro álbum da banda de rock progressivo Gryphon. Ela foi tocada pela banda de folk rock Jethro Tull. Ela aparece nos álbuns Stormwatch e The Best of Acoustic Jethro Tull. A música, rebatizada como Past Time with Good Company, foi também a terceira faixa em Under a Violet Moon, o segundo álbum do grupo folk rock de inspiração renascentista Blackmore's Night.

## Letra
| Original (Inglês médio)             | Inglês moderno                       | Tradução para português                            |
| Passetyme with gude companye,       | Pastime with good company,           | Passatempo em boa companhia,                       |
| I love, and shall until I dye.      | I love, and shall until I die.       | Eu amo, e amarei até morrer.                       |
| Gruch who wyll, but none deny,      | Grudge who will, but none deny,      | Inveje-me quem quiser, mas ninguém me desautorize, |
| So God be pleeyd, thus lyfe wyll I. | So God be pleased, thus live will I. | Estando Deus satisfeito, assim eu viverei.         |
| For my pastaunce:                   | For my pastance:                     | Para meu passatempo:                               |
| Hunt, syng, and daunce,             | Hunt, sing, and dance,               | Caçar, cantar, e dançar,                           |
| My hert ys sett!                    | My heart is set!                     | O meu coração está pronto!                         |
| All gudely sport,                   | All goodly sport,                    | Todo o bom desporto,                               |
| Fore my comfort,                    | For my comfort,                      | Para o meu conforto,                               |
| Who shall me lett?                  | Who shall me let?                    | Quem me impedirá?                                  |
|                                     |                                      |                                                    |
| Youth wyll have nedes dalyaunce,    | Youth must have some dalliance,      | A juventude deve ter algum galanteio,              |
| Of gude or yll some pastaunce,      | Of good or ill some pastance.        | De bom ou mau algum passatempo.                    |
| Companye me thynketh them best,     | Company methinks them best,          | Penso que a companhia é o melhor deles             |
| All thouts and fansyes to dygest.   | All thoughts and fancies to digest.  | Para absorver todos os pensamentos e fantasias.    |
| For ydleness,                       | For idleness,                        | Pois a ociosidade,                                 |
| Ys chef mastres                     | Is chief mistress                    | É a grande senhora,                                |
| Of vyces all:                       | Of vices all:                        | De todos os vícios:                                |
| Than who can say,                   | Then who can say,                    | Então, quem pode dizer,                            |
| But myrth and play                  | But mirth and play,                  | Senão que a alegria e o jogo,                      |
| Ys best of all?                     | Is best of all?                      | São o melhor de tudo?                              |
|                                     |                                      |                                                    |
| Companye with honeste,              | Company with honesty,                | Companhia com honestidade,                         |
| Ys vertu, vyces to flee.            | Is virtue, vices to flee.            | É virtude que afugenta os vícios,                  |
| Companye ys gude or yll,            | Company is good and ill,             | A companhia pode ser boa ou má,                    |
| But ev'ry man hath hys frewylle.    | But every man has his free will.     | Mas todo homem tem seu livre-arbítrio.             |
| The best ensyue,                    | The best ensue,                      | Perseguir o melhor,                                |
| The worst eschew,                   | The worst eschew,                    | Renunciar ao pior,                                 |
| My mynd shall be:                   | My mind shall be:                    | Será o meu propósito:                              |
| Vertue to use,                      | Virtue to use,                       | Usar de virtude,                                   |
| Vyce to refuse,                     | Vice to refuse,                      | Recusar o vício,                                   |
| Thus shall I use me!                | Thus shall I use me!                 | Para isso me aplicarei!                            |

## Mídia
- Viva l’amore. Bassano, 1999, Flanders Recorder Quartet e Capilla Flamenca, 1999 (OPS 30-239). Contém uma gravação de Pastime with good company.
- Pastyme With Good Companye. Music at the Court of Henry VIII, Ensemble Dreiklang Berlin, 2004 (CHAN 0709).